# Chrīstos Tzolīs
Chrīstos Tzolīs (in greco Χρήστος Τζόλης?; Salonicco, 30 gennaio 2002) è un calciatore greco, attaccante del Club Bruges.

## Caratteristiche tecniche
È un'ala sinistra di piede destro, capace di giocare anche trequartista e ala destra o punta. Ha uno stile di gioco più simile a quello di una seconda punta grazie al suo ottimo senso della posizione. È dotato di una buona tecnica e accelerazione, che lo rendono abile nel controlli di palla, dribbling e abilità nel concludere. Grazie alla sua intelligenza tattica è abile nei movimenti senza palla. Viene considerato uno dei giovani greci più promettenti.

## Carriera

### Club
Giovanili e prima squadra nel Paok
Cresciuto nel settore giovanile del PAOK, ha esordito in prima squadra il 7 giugno 2020 disputando l'incontro di Souper Ligka Ellada perso 1-0 contro l'Olympiacos. Il 25 agosto 2020 esordisce in competizioni UEFA per club giocando il secondo turno preliminare della Uefa Champions League contro i turchi del Besiktas. La sua squadra vince per 3-1 e lui segna una doppietta decisiva per il risultato.
Norwich City e vari prestiti
Il 12 agosto 2021 viene acquistato dal Norwich City. Il 24 Agosto segna una doppietta nella vittoria in Efl Cup per 6-0 contro il Bournemouth.
Il 22 luglio 2022 viene ceduto in prestito al Twente. A causa di qualche infortunio non riesce ad essere tra i protagonisti,rientra al club inglese concludendo con 2 goal l'esperienza in Olanda.
Il 6 agosto 2023 viene ceduto in prestito al Fortuna Düsseldorf con opzione di riscatto per 5 milioni di euro. Ritrova spazio da titolare,dimostrando di essere un giocatore importante per la 2 Bundesliga, segnando ben 22 goal in 30 presenze di campionato.
Club Bruges
Il 4 Luglio 2024 viene acquistato dal Club Bruges per 6,5 milioni di euro,firmando un contratto fino al 30 Giugno 2028.

### Nazionale
Ha giocato nelle nazionali giovanili greche Under-17, Under-19 ed Under-21.
Nel 2020 è stato convocato dalla nazionale maggiore greca per disputare gli incontri di UEFA Nations League in programma il 3 ed il 6 settembre rispettivamente contro Slovenia e Kosovo, senza però scendere in campo. Il 7 ottobre 2020 ha esordito in occasione dell'amichevole persa 2-1 contro l'Austria.

## Statistiche
Statistiche aggiornate al 23 gennaio 2025.

### Presenze e reti nei club
| Stagione            | Squadra             | Campionato          | Campionato | Campionato | Coppe nazionali | Coppe nazionali | Coppe nazionali | Coppe continentali | Coppe continentali | Coppe continentali | Altre coppe | Altre coppe | Altre coppe | Totale | Totale | Totale |
| Stagione            | Squadra             | Comp                | Pres       | Reti       | Comp            | Pres            | Reti            | Comp               | Pres               | Reti               | Comp        | Pres        | Reti        | Pres   | Reti   |        |
| ------------------- | ------------------- | ------------------- | ---------- | ---------- | --------------- | --------------- | --------------- | ------------------ | ------------------ | ------------------ | ----------- | ----------- | ----------- | ------ | ------ | ------ |
| 2019-2020           | PAOK                | SL                  | 0+9        | 0+1        | CG              | 1               | 0               |                    | -                  | -                  |             | -           | -           | 10     | 1      |        |
| 2020-2021           | PAOK                | SL                  | 25+8       | 6          | CG              | 4               | 5               | UCL+UEL            | 4+5                | 2+3                |             | -           | -           | 46     | 16     |        |
| ago.2021            | PAOK                | SL                  | 0          | 0          | CG              | 0               | 0               | UECL               | 1                  | 0                  |             | -           | -           | 1      | 0      |        |
| Totale PAOK         | Totale PAOK         | Totale PAOK         | 42         | 7          |                 | 5               | 5               |                    | 10                 | 5                  |             | -           | -           | 57     | 17     |        |
| 2021-2022           | Norwich City        | PL                  | 14         | 0          | FACup+CdL       | 1+2             | 0+2             |                    | -                  | -                  |             | -           | -           | 17     | 2      |        |
| 2022-gen. 2023      | Twente              | E                   | 10         | 1          | CO              | 1               | 0               | UECL               | 4                  | 2                  |             | -           | -           | 15     | 3      |        |
| gen.-giu. 2023      | Norwich City        | FLC                 | 13         | 1          | FACup+CdL       | 0+0             | 0+0             |                    | -                  | -                  |             | -           | -           | 13     | 1      |        |
| Totale Norwich City | Totale Norwich City | Totale Norwich City | 27         | 1          |                 | 3               | 2               |                    | -                  | -                  |             | -           | -           | 30     | 3      |        |
| 2023-2024           | Fortuna Düsseldorf  | 2.BL                | 30+2       | 22         | CG              | 5               | 2               |                    | -                  | -                  |             | -           | -           | 37     | 24     |        |
| 2024-2025           | Club Bruges         | D1                  | 21         | 7          | CB              | 3               | 3               | UCL                | 7                  | 1                  | SB          | 1           | 1           | 32     | 12     |        |
| Totale carriera     | Totale carriera     | Totale carriera     | 132        | 38         |                 | 17              | 12              |                    | 21                 | 8                  |             | 1           | 1           | 171    | 59     |        |

### Cronologia presenze e reti in nazionale
| Cronologia completa delle presenze e delle reti in nazionale ― Grecia | Cronologia completa delle presenze e delle reti in nazionale ― Grecia | Cronologia completa delle presenze e delle reti in nazionale ― Grecia | Cronologia completa delle presenze e delle reti in nazionale ― Grecia | Cronologia completa delle presenze e delle reti in nazionale ― Grecia | Cronologia completa delle presenze e delle reti in nazionale ― Grecia | Cronologia completa delle presenze e delle reti in nazionale ― Grecia | Cronologia completa delle presenze e delle reti in nazionale ― Grecia |
| Data                                                                  | Città                                                                 | In casa                                                               | Risultato                                                             | Ospiti                                                                | Competizione                                                          | Reti                                                                  | Note                                                                  |
| --------------------------------------------------------------------- | --------------------------------------------------------------------- | --------------------------------------------------------------------- | --------------------------------------------------------------------- | --------------------------------------------------------------------- | --------------------------------------------------------------------- | --------------------------------------------------------------------- | --------------------------------------------------------------------- |
| 7-10-2020                                                             | Klagenfurt                                                            | Austria                                                               | 2 – 1                                                                 | Grecia                                                                | Amichevole                                                            | -                                                                     | 81’                                                                   |
| 11-11-2020                                                            | Atene                                                                 | Grecia                                                                | 2 – 1                                                                 | Cipro                                                                 | Amichevole                                                            | 1                                                                     | 46’                                                                   |
| 15-11-2020                                                            | Chișinău                                                              | Moldavia                                                              | 0 – 2                                                                 | Grecia                                                                | UEFA Nations League 2020-2021 - 1º turno                              | -                                                                     | 65’                                                                   |
| 18-11-2020                                                            | Atene                                                                 | Grecia                                                                | 0 – 0                                                                 | Slovenia                                                              | UEFA Nations League 2020-2021 - 1º turno                              | -                                                                     | 67’                                                                   |
| 25-3-2021                                                             | Granada                                                               | Spagna                                                                | 1 – 1                                                                 | Grecia                                                                | Qual. Mondiali 2022                                                   | -                                                                     | 46’                                                                   |
| 28-3-2021                                                             | Salonicco                                                             | Grecia                                                                | 2 – 1                                                                 | Honduras                                                              | Amichevole                                                            | -                                                                     | 44’ 46’                                                               |
| 31-3-2021                                                             | Salonicco                                                             | Grecia                                                                | 1 – 1                                                                 | Georgia                                                               | Qual. Mondiali 2022                                                   | -                                                                     | 46’                                                                   |
| 6-6-2021                                                              | Malaga                                                                | Norvegia                                                              | 1 – 2                                                                 | Grecia                                                                | Amichevole                                                            | -                                                                     | 57’                                                                   |
| 8-9-2021                                                              | Atene                                                                 | Grecia                                                                | 2 – 1                                                                 | Svezia                                                                | Qual. Mondiali 2022                                                   | -                                                                     | 71’                                                                   |
| 9-10-2021                                                             | Batumi                                                                | Georgia                                                               | 0 – 2                                                                 | Grecia                                                                | Qual. Mondiali 2022                                                   | -                                                                     | 78’                                                                   |
| 12-10-2021                                                            | Solna                                                                 | Svezia                                                                | 2 – 0                                                                 | Grecia                                                                | Qual. Mondiali 2022                                                   | -                                                                     | 71’                                                                   |
| 11-11-2021                                                            | Atene                                                                 | Grecia                                                                | 0 – 1                                                                 | Spagna                                                                | Qual. Mondiali 2022                                                   | -                                                                     | 46’                                                                   |
| 14-11-2021                                                            | Amarousio                                                             | Grecia                                                                | 1 – 1                                                                 | Kosovo                                                                | Qual. Mondiali 2022                                                   | -                                                                     | 66’                                                                   |
| 7-6-2024                                                              | Mönchengladbach                                                       | Germania                                                              | 2 – 1                                                                 | Grecia                                                                | Amichevole                                                            | -                                                                     |                                                                       |
| 11-6-2024                                                             | Grödig                                                                | Malta                                                                 | 0 – 2                                                                 | Grecia                                                                | Amichevole                                                            | 1                                                                     |                                                                       |
| 10-9-2024                                                             | Dublino                                                               | Irlanda                                                               | 0 – 2                                                                 | Grecia                                                                | UEFA Nations League 2024-2025 - 1º turno                              | 1                                                                     | 63’ 89’                                                               |
| 10-10-2024                                                            | Londra                                                                | Inghilterra                                                           | 1 – 2                                                                 | Grecia                                                                | UEFA Nations League 2024-2025 - 1º turno                              | -                                                                     | 85’                                                                   |
| 13-10-2024                                                            | Atene                                                                 | Grecia                                                                | 2 – 0                                                                 | Irlanda                                                               | UEFA Nations League 2024-2025 - 1º turno                              | -                                                                     | 82’                                                                   |
| 14-11-2024                                                            | Amarousio                                                             | Grecia                                                                | 0 – 3                                                                 | Inghilterra                                                           | UEFA Nations League 2024-2025 - 1º turno                              | -                                                                     |                                                                       |
| 17-11-2024                                                            | Helsinki                                                              | Finlandia                                                             | 0 – 2                                                                 | Grecia                                                                | UEFA Nations League 2024-2025 - 1º turno                              | 1                                                                     | 88’                                                                   |
| 20-3-2025                                                             | Il Pireo                                                              | Grecia                                                                | 0 – 1                                                                 | Scozia                                                                | UEFA Nations League 2024-2025 - Play-off                              | -                                                                     | 72’                                                                   |
| 23-3-2025                                                             | Glasgow                                                               | Scozia                                                                | 0 – 3                                                                 | Grecia                                                                | UEFA Nations League 2024-2025 - Play-off                              | 1                                                                     | 90+2’                                                                 |
| 7-6-2025                                                              | Candia                                                                | Grecia                                                                | 4 – 1                                                                 | Slovacchia                                                            | Amichevole                                                            | -                                                                     | 70’                                                                   |
| 10-6-2025                                                             | Heraklion                                                             | Grecia                                                                | 4 – 0                                                                 | Bulgaria                                                              | Amichevole                                                            | 1                                                                     | 72’                                                                   |
| Totale                                                                |                                                                       | Presenze                                                              | 24                                                                    |                                                                       | Reti                                                                  | 6                                                                     |                                                                       |

## Palmarès
- Coppa di Grecia:

PAOK: 2020-2021
- Coppa del Belgio: 1

Club Bruges: 2024-2025
- Supercoppa del Belgio: 1

Club Bruges: 2025